# Maximilian Otto
Maximilian Otto (* 25. Oktober 1991 in Neuhaus am Rennweg) ist ein ehemaliger deutscher Skeletoni.
Maximilian Otto wuchs im thüringischen Lauscha auf. Er begann beim Wintersportverein 1908 Lauscha als Nachwuchstalent in der Nordischen Kombination. Hier wurde er von Jugendtrainer Jens Greiner-Hiero entdeckt und gefördert. Auf Empfehlung des WSV 08 Lauscha lernte und trainierte er am Sportgymnasium Oberhof. Er startete 2009 im Alpencup, wechselte dann zum Skeleton zum BSR Rennsteig Oberhof. In der Saison 2012/2013 startete er im Europacup. In der Nationalmannschaft erreichte er D/C-Förderkader-Status. 2013 beendete er seine aktive Karriere.